# Moses ibn Tibbon
Moses ben Samuel ibn Tibbon (geboren um 1200 in Marseille; gestorben um 1283) war ein jüdischer Übersetzer des 13. Jahrhunderts aus der Familie Ibn Tibbon.

## Leben
Er wurde als Sohn von Samuel ibn Tibbon in Marseille geboren und übersetzte zahlreiche Werke aus den Bereichen Philosophie, Medizin, Astronomie und Mathematik aus dem Arabischen ins Hebräische. Zu seinen philosophischen Übertragungen gehören Werke von al-Farabi, der Kommentar von Tabrisi über die 25 Propositionen als Einführung von Teil II des Führers der Unschlüssigen von Maimonides sowie die Werke des Aristoteles mit Kommentaren von Averroes wie zum Beispiel De Sensu et Sensato und De Generatione et Corruptione. Des Weiteren übertrug er Werke von Euklid, Hunayn ibn Ishaq und Abu Bakr Muhammad ibn Zakariya ar-Razi, und schrieb einen Kommentar über den Pentateuch und über das Hohelied. Im letzteren Werk folgt er der mittelalterlichen Interpretationsweise und versteht das Buch als eine Allegorie der Beziehungen zwischen dem Menschen und seiner Seele.